# L’Humanité

Schriftzug der Zeitung

L’Humanité (deutsch: ‚Die Menschheit‘, auch: ‚Die Menschlichkeit‘) ist eine französische Tageszeitung und ehemaliges Zentralorgan der sozialistischen SFIO (ab 1911) und des PCF (ab 1923).

## Geschichte

### 1904–1914
Das von Jean Jaurès als Instrument der Sammlung der zersplitterten Linken konzipierte Zeitungsorgan genoss zur Zeit seiner Gründung auch die Unterstützung von Teilen des Bürgertums.
Prominente Mitarbeiter zur Zeit der Gründung waren René Viviani, Aristide Briand, Léon Blum, Jean Longuet, Lucien Herr, Jean Allemane, Octave Mirbeau, Henry de Jouvenel, Abel Hermant und Albert Thomas.
Die 1905 erfolgte Vereinigung der französischen Sozialisten zur SFIO gab dem Blatt Auftrieb. 1911 wurde es zum offiziellen Parteiorgan. In der zunehmend angespannten Atmosphäre vor Beginn des Ersten Weltkriegs vertrat das Blatt entschieden internationalistische und pazifistische Positionen. Der militante Nationalist Raoul Villain nahm dies zum Anlass, Jaurès am 31. Juli 1914 zu ermorden. Rund 5000 entsetzte Menschen fanden sich gleich nach Erhalt der Todesnachricht am Sitz der Zeitung ein, um das Verbrechen anzuprangern.

### 1914–1920
Der Nachfolger von Jaurès, Pierre Renaudel, unterstützte im Sinn eines republikanischen Patriotismus voll die Kriegsanstrengungen der Entente. Im Oktober 1918 wurde er durch Marcel Cachin ersetzt.

### 1920–1939
Im Zuge der Spaltung der SFIO beim Kongress von Tours (25. bis 30. Dezember 1920) fiel das Zentralorgan der Partei der prosowjetischen Mehrheit zu und wurde 1923 zum offiziellen Zentralorgan des PCF. Die Blattlinie wandte sich gegen den Rifkrieg; als Chefredakteur fungierte ab 1926 Paul Vaillant-Couturier. Während der Periode des Front populaire erreichte L’Humanité Auflagenzahlen um die 300.000. Teil der Mobilisation der Leser als Arbeiter-Korrespondenten und Mitwirkende beim Vertrieb war auch das 1930 geschaffene Pressefest der Parteizeitung, die Fête de l’Humanité. Die Stalinisierung der Partei und ihres Zentralorgans führte allerdings zum Abgang antistalinistischer Mitarbeiter wie Boris Souvarine. Am 27. August 1939 verbot die Regierung Daladier IV das Blatt, nachdem es den deutsch-sowjetischen Nichtangriffspakt gutgeheißen hatte.

### 1939–1945
Die Zeitung blieb während der ganzen Kriegsperiode verboten, trotz wiederholter Vorstöße bei den deutschen Okkupationsbehörden ab Sommer 1940. 383 Nummern erschienen geheim und spielten nach dem deutschen Angriff auf die Sowjetunion eine wichtige Rolle beim Aufbau der Résistance. Zahlreiche Mitarbeiter wurden ermordet, zum Beispiel  Lucien Sampaix und Gabriel Péri. Ab dem 21. August 1944 erschien die Zeitung wieder offiziell.

### 1945–1994
Im Kalten Krieg bezog L’Humanité Position zugunsten der Sowjetunion, nicht zuletzt auch angesichts des Ungarischen Volksaufstands im Jahr 1956. Am 7. November 1956 wurde daraufhin das Bürohaus der Zeitung von antikommunistischen Demonstranten angegriffen. Angesichts einer eher desinteressiert agierenden Polizei verteidigten sich die Belagerten mit Barrikaden und Wurfgeschossen. Drei Demonstranten fanden dabei den Tod. Das Blatt verglich diese Belagerung mit den Aktionen der „Konterrevolution“ in Ungarn.
L’Humanité war andererseits die einzige französische Zeitung mit konsequent antikolonialistischer Ausrichtung, was sowohl während des Indochinakrieges als auch während des Algerienkriegs häufig zu Beschlagnahmungen einzelner Nummern führte. Madeleine Riffaud wurde für ihre Algerienartikel am 30. Juni 1962 von der OAS in Oran angegriffen und schwer verletzt.
Die Auflage der Zeitung fiel von 400.000 Exemplaren 1945 auf 150.000 im Jahr 1972 und 107.000 im Jahr 1986.

### Seit 1994
1994 bis 1999 firmierte die Zeitung nicht mehr als „Zentralorgan“ der KPF, sondern nurmehr als „journal du PCF“. 1999 entfiel der explizite Hinweis auf die Partei, die allerdings bis heute bestimmende Kraft blieb. 2000–2001 kam es zur Verbreiterung der schmalen Kapitalbasis des Blattes. Nach einer schweren Finanzkrise konsolidierte sich das Blatt dank der Zufuhr von Fremdkapital. Seit 2004 gehört die Zeitung zu 40 Prozent der PCF, Freunde und Mitarbeiter halten je zehn Prozent, die Gesellschaft der Freunde 20 Prozent und Großunternehmen wie Sparkassen, der Sender TF1 und der Rüstungskonzern Lagardère den Rest. Mit 46.000 Exemplaren erreichte die Auflage 2002 einen Tiefpunkt, dem allerdings eine bescheidene Stabilisierung folgte.
Um seine Schulden von geschätzt acht Millionen Euro abzubauen, zog das Blatt 2008 aus dem 1989 errichteten prestigeträchtigen Bau von Oscar Niemeyer aus. Aber der Verkauf des Niemeyer-Gebäudes scheiterte im Sommer 2008, was eine neue Finanzkrise auslöste, die durch Solidaritätsappelle mühsam gemeistert wird.
Das Blatt unterhält keine Auslandskorrespondenten mehr und hat nur noch 58 Redakteure. Seit den 2020er Jahren besteht eine Publikationskooperation mit der deutschsprachigen Tageszeitung nd.